# Medal 150 lat Fotografii – Kongres Fotografów Polskich
Medal 150 lat Fotografii – Kongres Fotografów Polskich – polskie wyróżnienie niepaństwowe przyznawane przez Prezesa Związku Polskich Artystów Fotografików w Warszawie w ramach Obchodów 150-lecia Fotografii.

## Historia
Medal 150 lat Fotografii – Kongres Fotografów Polskich został ustanowiony jako medal okolicznościowy upamiętniający rocznicę 150-lecia wynalezienia fotografii (1839–1989) oraz Kongres Fotografów Polskich. Autorem projektu medalu jest artysta plastyk, rzeźbiarz Sławomir Micek z Kielc. Przygotowania do Kongresu Fotografów Polskich w 1989 r. były bardzo zaawansowane. Komitet Organizacyjny ZPAF przygotował program, zostały wydrukowane plakaty i przygotowane medale, dodatkowo na konto ZPAF wpłynęły środki pieniężne. Z przyczyn personalnych Kongres odwołano. Pozostałe po planowanym Kongresie medale przyznawano fotografikom jako wyróżnienia podczas obchodów 150-lecia Fotografii, nadawane imiennie pisemną decyzją Prezesa ZPAF (w roku obchodów był nim Paweł Pierściński).

## Opis medalu
Medal wykonany w kształcie koła – sporządzony z metalu w kolorze brązowym (brąz patynowany). Średnica medalu wynosi 7 cm. Awers medalu przedstawia  w prawej górnej części napis wersalikami 150 LAT FOTOGRAFII 1839–1989, w dolnej prawej części wizerunek współczesnego fotografa, a w górnej lewej części wizerunek fotografa z XIX wieku. Rewers przedstawia zrolowaną błonę fotograficzną, z prawej strony centralnie napis wersalikami KONGRES FOTOGRAFÓW POLSKICH, a w dolnej lewej części medalu przy krawędzi datę 13–15 X 1989 WARSZAWA.